# Сен Пи (Квебек)
Сен Пи (фр. Saint-Pie) је град у Канади у покрајини Квебек. Према резултатима пописа 2011. у граду је живело 5.438 становника.

## Становништво
Према резултатима пописа становништва из 2011. у граду је живело 5.438 становника, што је за 6,4% више у односу на попис из 2006. када је регистровано 5.109 житеља.
| 2006. | 2011. |
| ----- | ----- |
| 5.109 | 5.438 |